# Diario Puntual
Diario Puntual es un periódico que circula en Puebla (México) y fundado el 5 de septiembre de 2006. El diario impreso tiene presencia en las 5 regiones de Puebla (Sierra Norte y Nororiental, Atlixco-Izúcar de Matamoros, Tehuacán, San Martín Texmelucan y San Pedro Cholula-San Andrés Cholula, con un tiraje de 10 000 ejemplares. Además, cuenta con un sitio web, una página de Facebook y perfiles en Youtube y Twitter en donde se puede consultar la información.

## Historia
Diario Puntual surgió el 5 de septiembre de 2006, con un formato de "bolsillo" y bajo el eslogan "Corre la voz" mismo que se distribuía de manera gratuita. En tamaño tabloide existía un semanario que se distribuía en la zona de San Martín Texmelucan los días martes y viernes. Para enero de 2009 el formato de bolsillo cambio a tabloide ahora bajo el eslogan "La información no se vende" pues aun con el cambio de tamaño el periódico seguía siendo gratuito; por otro lado comenzó la distribución en las regiones de Puebla con la impresión de 10 mil ejemplares de lunes a viernes con 900 puntos de distribución fijos.
En el mismo año y debido a la revolución tecnológica, Diario Puntual comienza a distribuir contenido a través de su página web, su cuenta de Twitter y una biografía de Facebook, que para el 2010 por la cantidad de seguidores tuvo que convertirse en FanPage. Hasta la fecha las plataformas digitales de este diario continúan activas y actualizadas. 
Debido a que el diario impreso ahora es completamente a color, se le estableció un costo de $5 pesos por ejemplar.
Cuenta con una alianza editorial con Newsweek México para crear contenido propio en la Revista Newsweek México-Puebla, asimismo el contenido de la sección Puebla del website de Newsweek México es creado en colaboración de Grupo Editorial Puntual.
En el sector radiofónico existe una alianza con La KeBuena 93.5 FM, en la zona de Ciudad Serdán, Puebla. El Noticiario Puntual es transmitido de lunes a viernes a las 09:00 horas.